# Mebonden
Mebonden är en kyrkby som utgör centralort såväl som största tätort i Selbu kommun i Trøndelag fylke i mellersta Norge. Orten ligger vid fylkesväg 705, på södra sidan av Selbusjøen. Här finns Selbu kyrka.